# Spoorlijn Buchholz - aansluiting Allermöhe
De spoorlijn Buchholz - aansluiting Allermöhe is een Duitse spoorlijn in Nedersaksen en Hamburg en is als spoorlijn 1280 onder beheer van DB Netze.

## Geschiedenis
Het gedeelte tussen Buchholz en Jesteburg werd als onderdeel van de verbinding met Wittenberge geopend in 1874. Het traject tussen Jesteburg en Rothenburgsort werd door de Deutsche Bahn aangelegd tussen 1987 en 1996. Tussen Rothenburgsort en Allermöhe is gebruik gemaakt van de voormalige spoorlijn Hamburg-Bergedorf - Hamburg Hauptgüterbahnhof (DB 1246).

## Treindiensten
De lijn is hoofdzakelijk in gebruik voor goederenvervoer voor de bediening van het goederenstation Maschen, een van de grootste van Europa.

## Aansluitingen
In de volgende plaatsen is of was er een aansluiting op de volgende spoorlijnen:
Buchholz
DB 1283, middelste spoor tussen Rotenburg en Buchholz
DB 1300, spoorlijn tussen Bremerhaven-Wulsdorf en Buchholz
DB 1712, spoorlijn tussen Walsrode en Buchholz
DB 2200, spoorlijn tussen Wanne-Eickel en Hamburg
Jesteburg
DB 1151, spoorlijn tussen Wittenberge en Jesteburg
Maschen
DB 1255, spoorlijn tussen Maschen en Hamburg Süd
DB 1281, spoorlijn tussen Stelle en Maschen
DB 1284, spoorlijn tussen Stelle en Maschen
aansluiting Meckelfeld
DB 1720, spoorlijn tussen Lehrte en Cuxhaven
Hamburg-Harburg
DB 1255, spoorlijn tussen Maschen en Hamburg Süd
DB 1720, spoorlijn tussen Lehrte en Cuxhaven
DB 2200, spoorlijn tussen Wanne-Eickel en Hamburg
aansluiting Hamburg-Wilhelmsburg S-Bahn
DB 1271, spoorlijn tussen Hamburg Hauptbahnhof en Hamburg-Neugraben
aansluiting Elbbrücke
DB 1250, spoorlijn tussen de aansluiting Norderelbbrücke en Hamburg Hauptbahnhof
aansluiting Rothenburgsort
DB 1234, spoorlijn tussen Hamburg-Eidelstedt en de aansluiting Rothenburgsort
DB 1291, spoorlijn tussen de aansluiting Rothenburgsort en de aansluiting Ericus
DB 6100, spoorlijn tussen Berlijn en Hamburg
aansluiting Hamburg-Billwerder-Moorfleet
DB 6100, spoorlijn tussen Berlijn en Hamburg
aansluiting Hamburg-Allermöhe
DB 6100, spoorlijn tussen Berlijn en Hamburg

## Elektrificatie
Tegelijkertijd met de aanleg werd het traject in 1996 geëlektrificeerd met een wisselspanning van 15.000 volt 16⅔ Hz.